# Collegiata di Santa Lucia
La collegiata di Santa Lucia si trova a Montefiore dell'Aso, in piazza della Repubblica.

## Storia e descrizione
Di origine romanica, fu rifatta nel 1850 dall'architetto Massimi di Ascoli Piceno.
All'interno presenta un coro ligneo e un'acquasantiera in pietra del Seicento e affreschi del pittore marchigiano Luigi Fontana. La chiesa conserva in un reliquiario del 1700 il dito della patrona santa Lucia e, in sagrestia, una croce astile marchigiana del Cinquecento. Nell'alta abside esterna è inserito un portale in pietra con formelle scolpite nell'XI secolo che apparteneva alla primitiva pieve medievale.
Fino al 2007 vi è stato esposto il cosiddetto Trittico di Montefiore, avanzo del Polittico di Montefiore di Carlo Crivelli (1471 circa), proveniente dalla chiesa di San Francesco e oggi nel Polo museale di San Francesco.

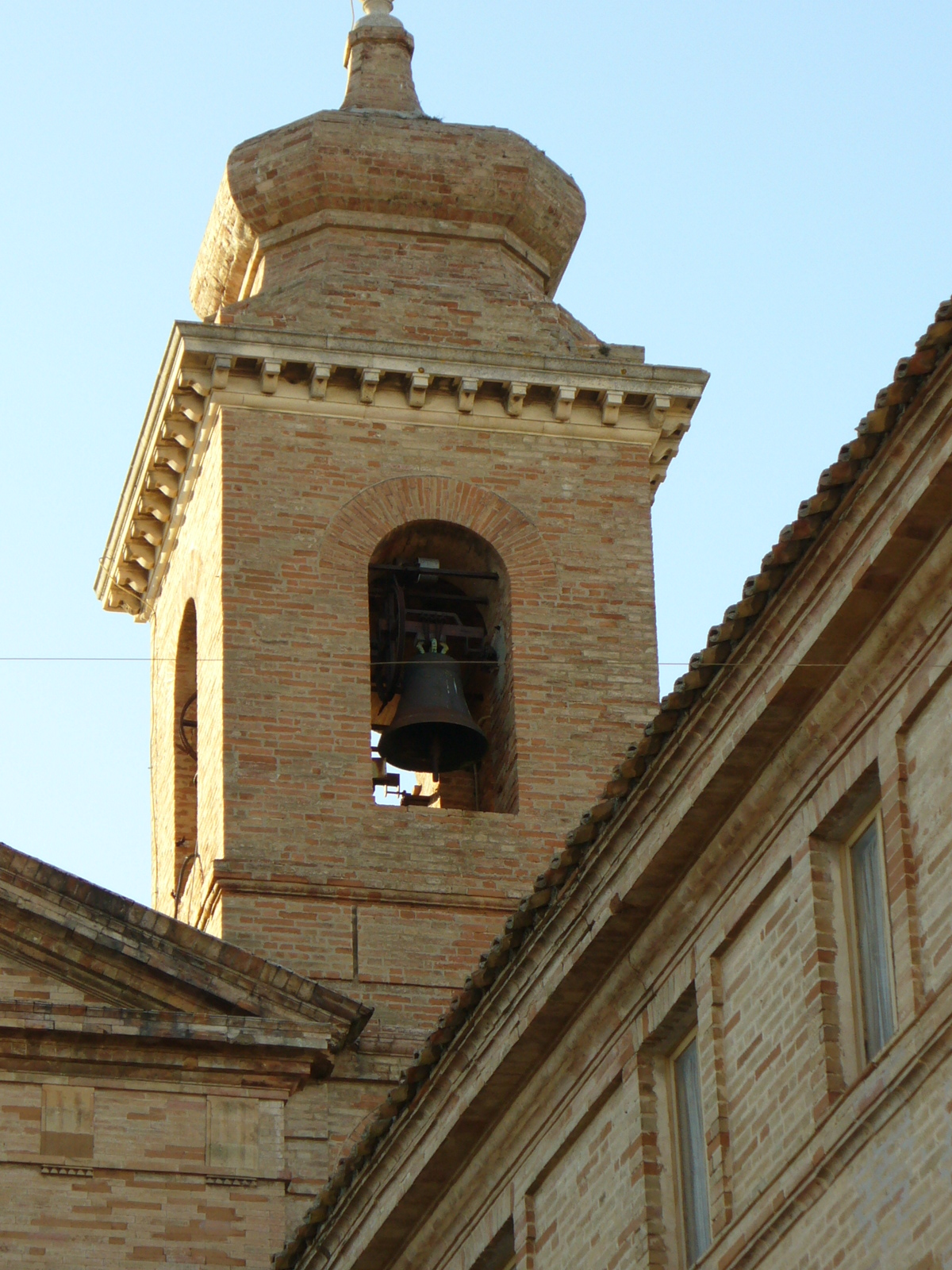
Campanile
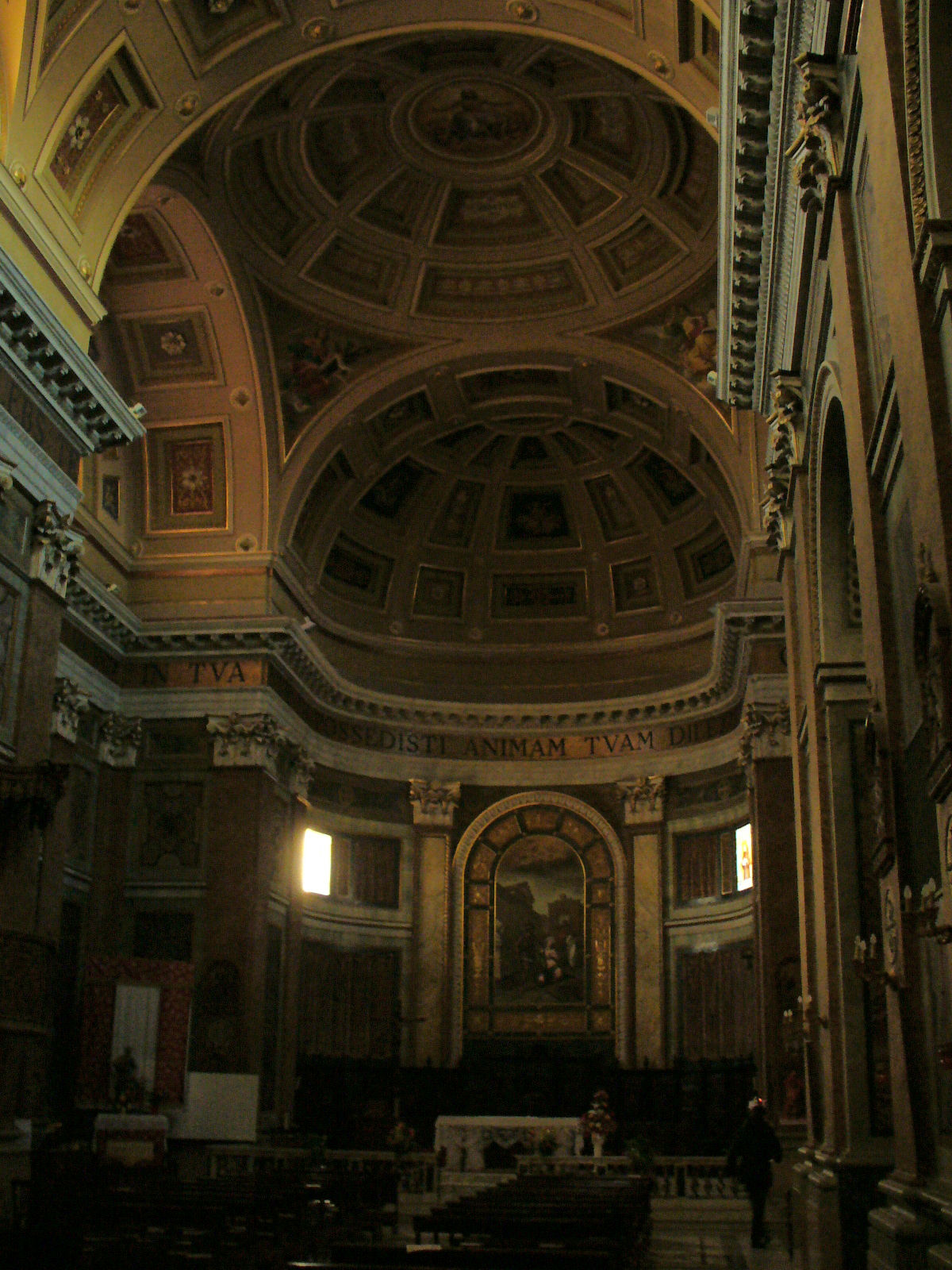
Interno
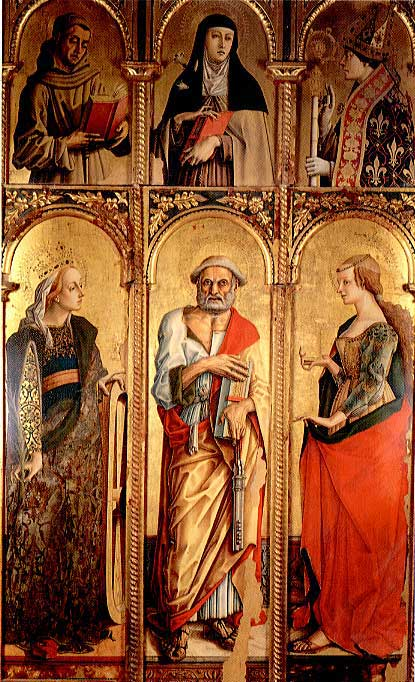
Il Trittico di Montefiore